# 30883 de Broglie
30883 de Broglie este o planetă minoră (asteroid) din centura de asteroizi. A fost descoperită pe 24 septembrie 1992 la Thüringer Landessternwarte Tautenburg⁠(d) de Freimut Börngen și a fost numită după Louis de Broglie. 
Obiectul prezintă o orbită caracterizată de o semiaxă mare de 2,608793 UAi, o excentricitate de 0,17, o înclinație de 1,15156 ° în raport cu ecliptica.